# 李勇哲
李 勇哲（リ・ヨンチョル、朝鮮語: 리용철、1929年3月24日 - 2010年4月16日）は、朝鮮民主主義人民共和国の政治家。朝鮮労働党組織指導部第1副部長、朝鮮労働党中央委員会委員、朝鮮労働党中央軍事委員会委員などを歴任。金正日総書記から軍事部門担当の組織指導部第1副部長に抜擢され、軍と党の実力者となった。金正日の後継者候補に次男の金正哲を推した。

## 経歴
1929年に生まれた。出生地は不明。1986年に朝鮮労働党調査部部長に就任し、1993年6月に朝鮮労働党組織指導部副部長となった。同年12月に朝鮮労働党中央委員会委員に選出され、1994年に金正日が最高指導者に就任すると、組織指導部第1副部長に抜擢され、軍の組織・人事業務を担当した。1996年には朝鮮労働党中央軍事委員会委員に選出され、1998年には最高人民会議第10期代議員に選出された。2010年4月16日に心臓発作の為、死去。金正日総書記より花束が贈られた。同年6月には李済剛第1副部長が交通事故で、翌2011年1月には朴正順第1副部長が肺がんで死去し、第1副部長が3人死去した異例の事態となった。

## 参考サイト
- 북한정보포털